# Coesula philippina
Coesula philippina är en stekelart som beskrevs av Gupta och Jonathan 1969. Coesula philippina ingår i släktet Coesula och familjen brokparasitsteklar. Inga underarter finns listade i Catalogue of Life.